# Ivar Elvers
Ivar Johan Fredrik Elvers, född den 2 februari 1910 i Stockholm, död där den 13 januari 1987, var en svensk botaniker. Han var son till Johan Elvers.
Elvers avlade filosofisk ämbetsexamen 1932 och filosofie licentiatexamen 1934. Han promoverades till filosofie doktor 1944. Elvers var docent i botanik vid Stockholms högskola 1944–1952, adjunkt vid Södermalms högre allmänna läroverk för flickor 1945–1950, studierektor vid Stockholms samgymnasium 1945–1948 och lektor vid Södermalms högre allmänna läroverk för gossar 1950–1975. Han publicerade On an application of the electron microscope to plant cytology (gradualavhandling 1943) och Biologisk mikroskoperingsteknik (1949) med flera vetenskapliga arbeten i växtcytologi och blombiologi, redigerade handboken I naturen (1950) och gymnasieläroböcker i biologi och kemi, floror med mera.